# Etelä Uusimaa
Etelä-Uusimaa (EU) är en finskspråkig lokal dagstidning som ges ut i Karis tätort i regionen Västnyland, Finland. Det är en gratistidning som delas ut till cirka 23 000 hushåll i Hangö stad, Raseborgs stad och Ingå kommun. Tidningen kommer ut på söndagar och torsdagar, det vill säga två gånger i veckan.
Tidningen trycks hos Salon Lehtitehdas i Salo stad och den ägs av Karjaan Offsetpaino Oy i tätorten Karis. Etelä-Uusimaa grundades 1979. 

## Chefredaktörer
Chefredaktör (2019) är Hannu Kari.

## Etelä-Uusimaas digitala utgåvor
Den tryckta tidningen utkommer i sin helhet också som e-tidning. Etelän Uutiset är officiella namnet på tidningens webbplats.